# ECDIS

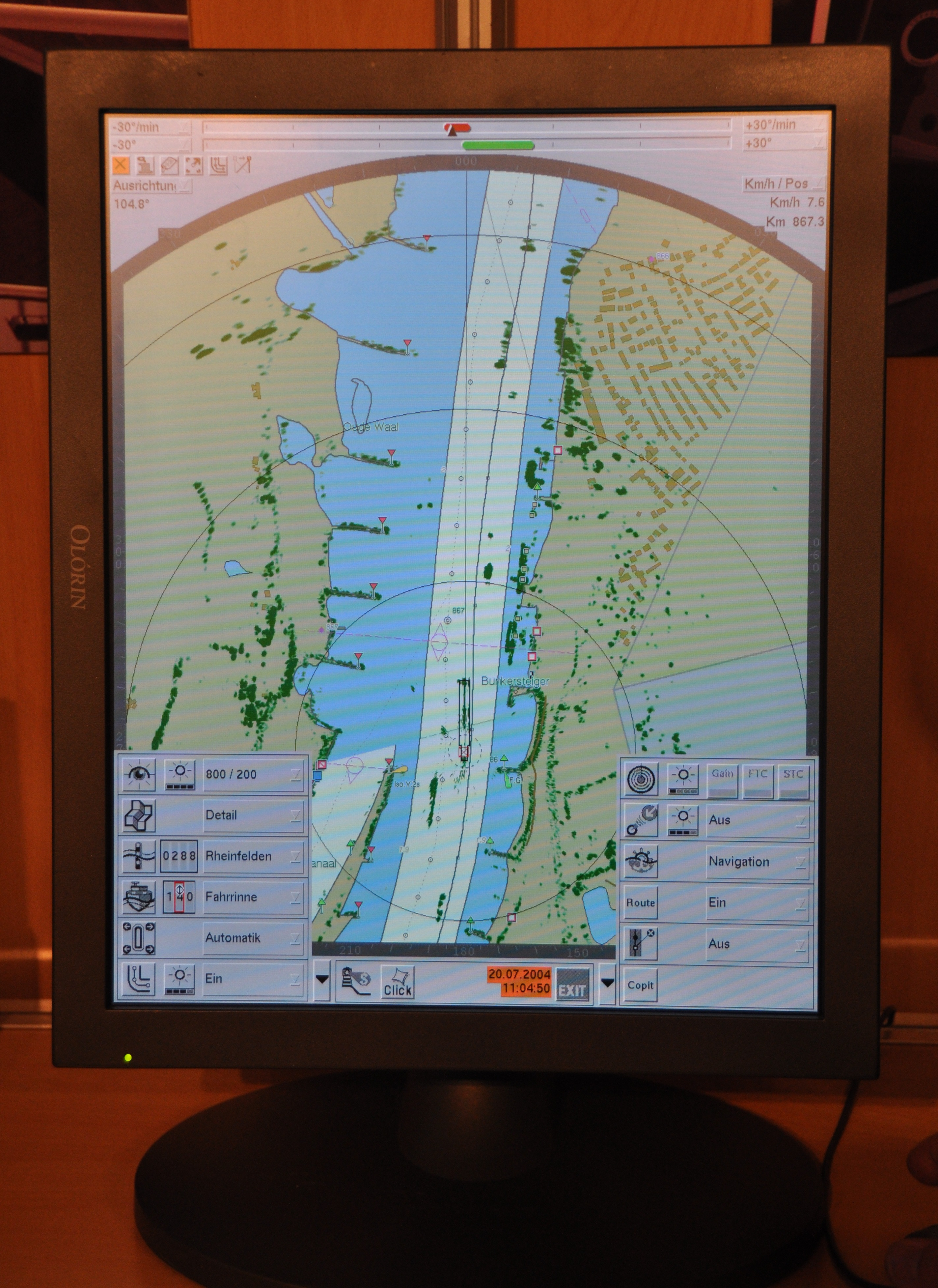
Electronic nautical chart
Radar Pilot 720°, een rivier-ECDIS

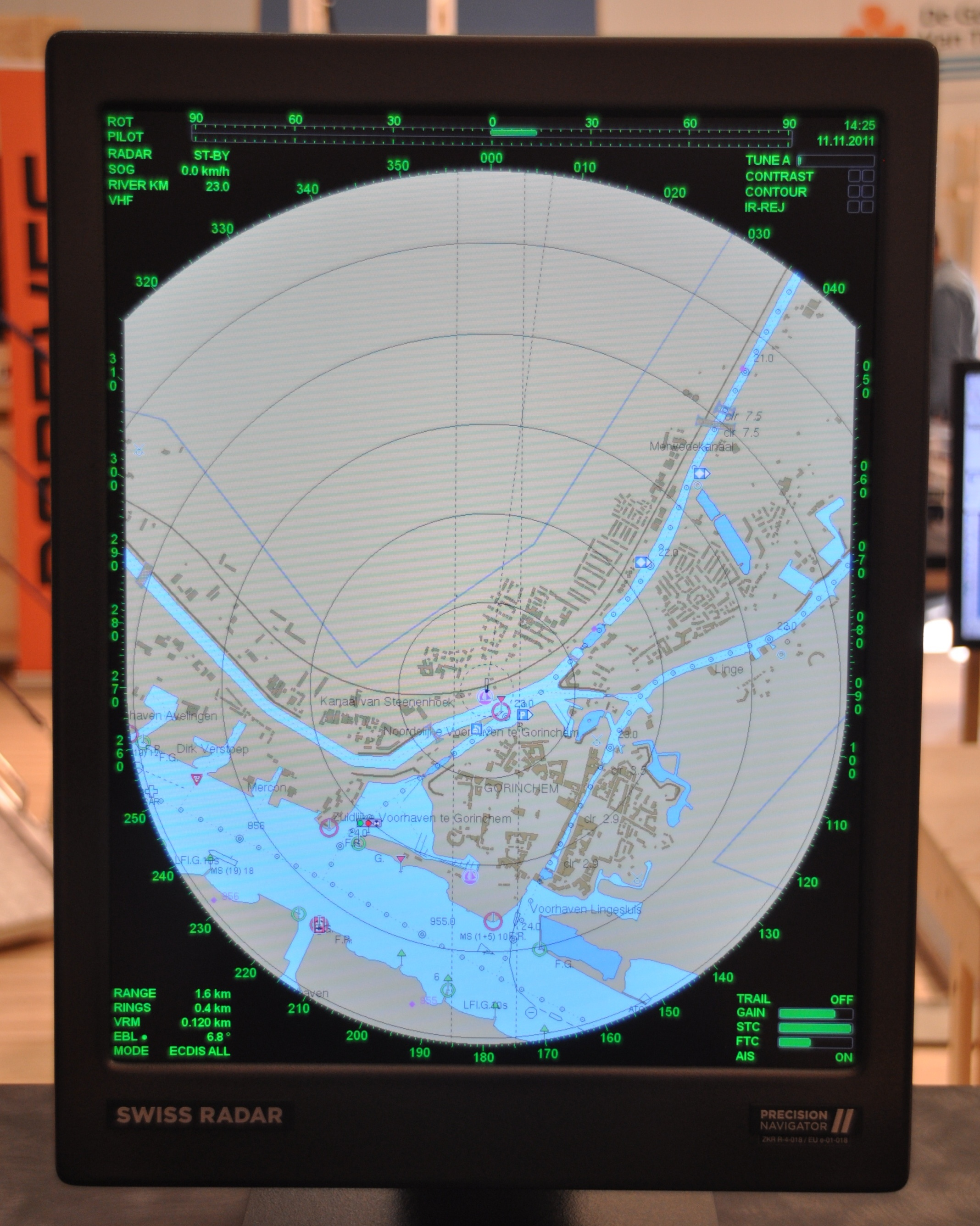
ENC van Gorinchem

ECDIS (Electronic Chart Display Information System) is een computersysteem dat het mogelijk maakt om elektronische zeekaarten te bekijken en voldoet aan de regelgevingen van de Internationale Maritieme Organisatie. Het kan in bepaalde gevallen gebruikt worden als vervangingsmiddel van papieren zeekaarten aan boord van koopvaardijschepen. De vereisten voor een ECDIS zijn vastgelegd in de SOLAS-conventie. Niet-officieel erkende systemen worden electronic chart systems (ECS) genoemd. Vanaf 1 juni 2012 is ECDIS gefaseerd ingevoerd voor alle schepen groter dan 3000 GT en passagiersschepen groter dan 500 GT.
Om de ECS een ECDIS te mogen noemen moet het systeem:
- voldoen aan de IMO Performance Standards voor ECDIS[1][2]
- gebruikmaken van door de Internationale Hydrografische Organisatie (IHO) geautoriseerd kaartmateriaal
- het kaartmateriaal inrichten en presenteren volgens de IHO-standaarden S-52 en S-57

Voor de binnenvaart is een eigen, aanvullend systeem ontwikkeld: Inland ECDIS.

## Twee soorten kaarten
Er zijn twee soorten belangrijke elektronische zeekaarten, te weten RNC's (Raster Navigational Charts) en ENC's (Electronic Navigational Charts). 

### Raster Navigational Chart
Een Raster Navigational Chart is een rasterkaart die wordt gemaakt door de originele papieren kaart te scannen en is daardoor een letterlijke kopie van die kaart. De kaart is opgebouwd uit duizenden kleine stippen die tezamen een plat, digitaal beeld opleveren. Een dergelijke kaart lijkt op het vertrouwde papieren product en kan, ondanks dat het een elektronische kaart is, nauwelijks gemanipuleerd worden. De officieel uitgegeven rasterkaart wordt aangeduid als Raster Navigational Chart, afgekort tot RNC. Het Engelse ARCS is de meest bekende RNC-service. De afkorting staat voor Admiralty Raster Chart Service en bestaat uit 2800 rasterkaarten of RNC’s, waarmee een wereldwijde dekking beschikbaar is van dezelfde kwaliteit en nauwkeurigheid als van papieren kaarten.

#### Voordelen van RNC's
- Eenvoudig te maken vanuit bestaande kaarten, dus goedkoop
- Ze lijken op papieren kaarten, dus de informatie uit de kaart is ook voor oudere zeevarenden makkelijk te interpreteren
- Van alle gebieden in de wereld zijn RNC's beschikbaar

#### Nadelen van RNC's
- Het is een rechtstreekse kopie van een papieren kaart, bij ver inzoomen worden de afzonderlijke pixels zichtbaar en neemt de betrouwbaarheid af
- Er is geen metadata beschikbaar over objecten in de kaart zoals boeien en lichten
- Deze kaart neemt meer geheugenruimte in beslag naarmate de resolutie van de RNC toeneemt

### Electronic Navigational Chart
Electronic Navigational Charts worden ook wel vectorkaarten genoemd. ENC's zijn officieel uitgegeven vectorkaarten waarin alle gegevens als individuele elementen zijn opgeslagen. Door de ingebouwde intelligentie biedt de vectorkaart veel meer mogelijkheden voor navigatie-ondersteuning dan een RNC of rasterkaart. 
De intelligente vectorgegevens worden in lagen opgeslagen en bevatten alle contouren die op zeekaarten staan, zoals kustlijnen, boeien, lichten, enzovoorts. Deze contouren en hun kenmerkende eigenschappen zoals positie, kleur en vorm worden in een database bewaard waardoor de gegevens selectief zichtbaar kunnen worden gemaakt. Om deze reden lijken ENC's in mindere mate op traditionele kaarten.
In het systeem van ECDIS komen verschillende informatiebronnen binnen. 
Een aantal dingen zijn echter verplicht:
- ENC-data; dit is te krijgen bij officiële hydrografische instellingen
- Kleuren en symbolen; deze zijn standaard voorgeschreven en vastgelegd en kunnen opgevraagd worden wanneer een gebruiker dat wil
- De positie van het schip; ECDIS moet de positie van het schip altijd kunnen weergeven op de kaart, door middel van data die binnenkomt van positioneringsapparatuur
- Veranderingen van de schaal; men moet kunnen in- en uitzoomen en ECDIS moet, zelfs als de gebruiker de schaal te klein heeft staan, waarschuwingen kunnen geven
- Display Mode; dit is dat het noorden of de eigen koers naar boven gezet kan worden. Bij de ene draait het schip en bij de andere de kaart bij een koersverandering
- Dieptecijfers; waar zit welke diepte
- Andere navigatiewaarschuwingen; de RADAR of ARPA (Automatic RADAR Plotting Aid) moet toegevoegd kunnen worden

De bronnen die binnen kunnen komen zijn: 
- GPS en Loran, om de juiste plek op de aarde te vinden en deze in de kaart de projecteren.
- De koers van het gyrokompas, om te zien wat de richting is, wat er gevaren is en welke kant op. De snelheid van het schip wordt gegenereerd door middel van de aanwijzing van het log, door de NMEA interface komt dus precieze positiedata (NMEA National Marine Electronics Association; NMEA-0183 Standard for Interfacing Marine Electronic Devices, data record)
- Ook de radar kan aangesloten worden, zowel ruwe data van een raster-scan radar, of een synthetic ARPA, zodat ook andere schepen in de kaart gezet kunnen worden.

Deze informatie wordt opgenomen door ECDIS en geprojecteerd op het beeldscherm met de juiste kaart er onder. Het is dus niet alleen een programma om ENC’s in te draaien, maar het geeft ook informatie. Men kan bijvoorbeeld dingen speciaal accentueren, of dimmen, zoals boeien of bepaalde dieptelijnen.

#### Voordelen van de ENC
- De kaart neemt minder geheugenruimte in omdat de data in de kaart als vector is opgeslagen
- Van objecten in de kaart (boeien of lichten) kan metadata opgevraagd worden waardoor snel het lichtkarakter of vorm opgezocht kan worden
- Het is mogelijk om bepaalde bepaalde informatie lagen weg te laten of juist toe te voegen om het plaatje duidelijker te maken
- De geplande route kan gecontroleerd worden op voldoende diepgang omdat de kaartdiepte een informatie laag is
- Tijdens de navigatie kan gebruikgemaakt worden van de looking ahead functie waardoor gevaar van gronding en aanvaring met vaste objecten afneemt

#### Nadelen van de ENC
- Nog niet alle gebieden in de vectorkaart zijn beschikbaar als ENC
- Het gevaar bestaat dat bij ondeskundig gebruik vitale informatie wordt weggelaten

Een voorbeeld van dit laatste is de gronding van de chemicaliëntanker Ovit in 2013 op de Varnebank. Door verkeerde instellingen werd de ondiepte niet als zodanig getoond en herkend.